# Wercklea tulipiflora
Wercklea tulipiflora är en malvaväxtart som först beskrevs av William Jackson Hooker, och fick sitt nu gällande namn av P.A. Fryxell. Wercklea tulipiflora ingår i släktet Wercklea och familjen malvaväxter. Inga underarter finns listade i Catalogue of Life.